# Рай (фільм, 1926)
Рай (англ. Paradise) — американська мелодрама режисера Ірвіна Віллата 1926 року.

## У ролях
- Мілтон Сіллс — Тоні
- Бетті Бронсон — Кріссі
- Ной Бірі — Квікс
- Ллойд Вітлок — Тедді
- Кейт Прайс — леді Джордж
- Чарльз Мюррей — лорд Ламлі
- Клод Кінг — Поллок
- Чарльз Брук — Перкінс
- Едвард Купер — МакКасті